# Jonas Furrer
Jonas Furrer (3. března 1805 Winterthur – 25. července 1861 Bad Ragaz) byl švýcarský politik, člen švýcarské spolkové rady (1848–1861) a první prezident švýcarské konfederace (1848). Zastupoval stranu FDP.

## Životopis

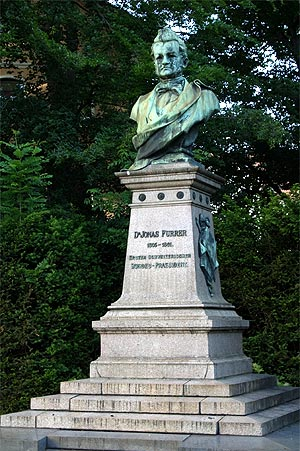
Památník od Gustava Siebera ve Winterthuru

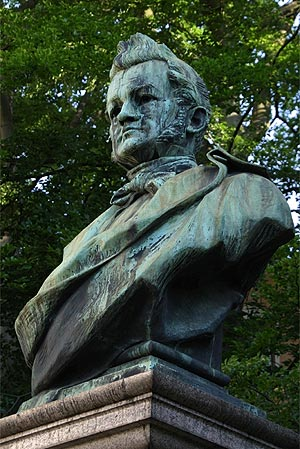
Detail busty

Jonas Furrer se narodil 3. 3. 1805 Anně Magdaleně Hanhartové (1770–1821) a otci Jonasi Furrerovi (1772–1833). Jeho otec byl povoláním zámečník. Vyrůstal ve skromných poměrech. Na otcovo doporučení šel studovat práva, i když on sám chtěl raději studovat chemii nebo medicínu.
Studoval na univerzitách v Curychu, Heidelbergu a v Göttingenu, kde se připojit k bratrství Zofinger.
1828 přijal pozici prokurátora v kantonu Curych.
1830 se stal členem zednářské lóže v Akaziu.
1832 získal advokátní licenci a otevřel si svou vlastní advokátní kancelář ve Wintherthuru. Ve stejném roce se oženil s Friederike Sulzer a napsal knihu Das Erbrecht der Stadt Winterthur (Dědické právo ve městě Winterthur)
1834 byl zvolen do Kantonálního parlamentu, který bývá také nazýván Velká rada.
1836 se přestěhoval do Curychu a přesunul i svou advokátní kancelář.
1837 byl poprvé zvolen předsedou kantonálního parlamentu
1838 obdržel čestný doktorát od univerzity v Curychu
1839 byl podruhé zvolen předsedou kantonálního parlamentu. Konflikt mezi liberalisty a konzervativci vyvrcholil svržením vlády. Furrer ztratil své místo a nakrátko poté se stal vůdcem liberální opozice.
1842 se vrátil do Kantonálního parlamentu a získal pozici velvyslance.
1844 spoluzakládal Velkou lóži Alpina a stal se jejím prvním hlavním řečníkem
1845 se stal prezidentem kantonální sněmovny "Tagsatzung"
16. listopadu 1848 byl zvolen do první švýcarské federální rady skládající se ze sedmi členů.
21. listopadu 1848 byl ve druhém kole hlasování, celkovým počtem 85 ze 132 dostupných hlasů zvolen prvním prezidentem švýcarské konfederace. První kolo muselo být zrušeno kvůli procesní chybě.
1849 byl podruhé zvolen prezidentem švýcarské konfederace.
1852 byl potřetí zvolen prezidentem švýcarské konfederace.
1855 byl počtvrté zvolen prezidentem švýcarské konfederace.
1858 byl popáté zvolen prezidentem švýcarské konfederace.
1861 zemřel ve věku 56 let při pobytu v lázních Bad Ragaz na následky onemocnění ledvin.